# Robert Le Moal
Pour les articles homonymes, voir Le Moal.
Robert Le Moal, né le 1er octobre 1903 à Saint-Servan et mort dans la même ville le 1er avril 1966, est un footballeur français des années 1920 et 1930. Durant sa carrière, il évolue au poste de demi, principalement à l'US servannaise et malouine et au Stade rennais. Figurant parmi les meilleurs joueurs bretons de sa génération, il compte plusieurs sélections en équipe de France B.

## Biographie
Robert Le Moal naît le 1er octobre 1903 à Saint-Servan, commune voisine de Saint-Malo. 
En 1926, il joue sous les couleurs de l'Olympique Club de la Côte d'Émeraude, qui regroupe les meilleurs joueurs de la JA Saint-Servan et de l'Étoile dinardaise, et commence à s'illustrer en championnat de l'Ouest, la compétition organisée par la LOFA,. Cette même saison, il apparaît ainsi parmi les éléments sélectionnés en équipe de l'Ouest, regroupant les meilleurs joueurs des clubs bretons, et y côtoie ainsi le gardien de but Alexis Thépot. Ces performances lui permettent de rejoindre à l'été 1927 l'US servannaise qui, avec dix titres de champion, a dominé les compétitions régionales depuis leur création en 1903. Il fait ses débuts sous le maillot servannais le 18 septembre 1927, à l'occasion d'une rencontre amicale jouée face au Racing Club de France,.
Avec l'US servannaise, Robert Le Moal remporte le championnat de l'Ouest en 1929. Il acquiert également une réputation sur la scène nationale : il est ainsi sélectionné à plusieurs reprises en 1930 en équipe de France B, et est reconnu par la presse nationale spécialisée comme l'un des deux meilleurs éléments de son club, avec Jean Noury.
En 1932, le professionnalisme est autorisé dans le football français, et un premier championnat de France est mis en place. L'US servannaise et malouine reste sous statut amateur et continue de disputer le championnat de la LOFA. Pour sa part, Robert Le Moal rejoint le Stade rennais, qui a opté pour le statut de club professionnel après trois années de conflit avec la LOFA et la FFFA, qui l'ont conduit à renoncer à toute compétition pour ne disputer que des rencontres amicales durant trois ans. Durant cette période, Robert Le Moal a déjà eu l'occasion de porter le maillot rennais à cinq reprises, prêté par son club à l'instar de son coéquipier Jacques Jean,. Il joue ainsi un tournoi au Luxembourg au printemps 1930 avec le club rennais, et même un match... contre l'US servannaise et malouine, le 4 octobre 1931, malgré la rivalité entre les deux clubs.
Kálmán Székány, l'entraîneur hongrois du Stade rennais, titularise Robert Le Moal lors de l'ensemble des matchs de son équipe durant la saison 1932-1933. Associé, le plus souvent, à Jacques Jean et à l'international tchécoslovaque Jaroslav Bouček au milieu de terrain, il marque son premier but professionnel en Coupe de France, le 30 octobre 1932, lors d'un troisième tour gagné par les Rennais au parc des sports de la route de Lorient, contre l'Union athlétique du 16e arrondissement de Paris,. La saison suivante, il demeure titulaire dans l'entrejeu, cette fois associé à Alexandre Cahours et à son entraîneur Pepi Schneider, et dispute vingt-trois matchs de championnat.
En 1934, les arrivées de deux joueurs internationaux, Jean Laurent et l'Argentin Carlos Volante (en) amènent Robert Le Moal à évoluer principalement avec l'équipe réserve du club, alors même qu'il continue de figurer parmi les joueurs appelés en sélection de la LOFA. Durant deux saisons, il continue néanmoins de faire quelques rares apparitions en Division 1, appelé à quatre reprises en équipe première par Pepi Schneider,. En 1937, après une saison lors de laquelle il ne joue qu'avec l'équipe réserve au niveau amateur, Robert Le Moal retourne dans sa ville natale pour jouer à la JA Saint-Servan.
Le 1er avril 1966, il meurt à Saint-Servan à l'âge de 62 ans.

## Statistiques
| Saison                | Club                  | Championnat           | Championnat | Championnat | Coupe(s) nationale(s) | Coupe(s) nationale(s) | Total | Total |
| Saison                | Club                  | Division              | M.          | B.          | M.                    | B.                    | M.    | B.    |
| 1932-1933             | Stade rennais UC      | Division nationale    | 18          | 0           | 6                     | 1                     | 24    | 1     |
| 1933-1934             | Stade rennais UC      | Division 1            | 23          | 0           | 5                     | 0                     | 28    | 0     |
| 1934-1935             | Stade rennais UC      | Division 1            | 1           | 0           | 0                     | 0                     | 1     | 0     |
| 1935-1936             | Stade rennais UC      | Division 1            | 3           | 0           | 0                     | 0                     | 3     | 0     |
| 1936-1937             | Stade rennais UC      | Division 1            | 0           | 0           | 0                     | 0                     | 0     | 0     |
| Total sur la carrière | Total sur la carrière | Total sur la carrière | 45          | 0           | 11                    | 1                     | 56    | 1     |